# Cryptoblepharus renschi
Cryptoblepharus renschi (змієокий сцинк Ренша) — вид сцинкоподібних ящірок родини сцинкових (Scincidae). Ендемік Індонезії. Вид названий на честь німецького біолога Бернхарда Ренша.

## Поширення і екологія
Змієокі сцинки Ренша мешкають на островах Сумба, Комодо, Падар і Канґеан в архіпелазі Малих Зондських островів, за деякими свідченнями також на Флоресі. Вони живуть в саванах, трапляються в садах та поблизу людських поселень. Ведуть деревний спосіб життя, ховаються під корою. Відкладають яйця.